# Gesetz zur Neugliederung von Gemeinden des Landkreises Borken
Das Gesetz zur Neugliederung von Gemeinden des Landkreises Borken wurde am 27. Juni 1969 verkündet und gliederte 15 Gemeinden des Landkreises Borken neu. Außerdem wurden die Ämter Gemen-Weseke und Marbeck-Raesfeld aufgelöst.
Zeitgleich trat das Gesetz über den Zusammenschluss der Gemeinden Velen-Dorf, Waldvelen und Nordvelen, Landkreis Borken vom 14. Januar 1969 in Kraft, durch das die neue Gemeinde Velen gebildet wurde.
Durch das Münster/Hamm-Gesetz wurden zum 1. Januar 1975 weitere Gemeinden des Kreises Borken neu gegliedert, der bisherige Kreis Borken (1. Januar 1939 bis 30. September 1969: Landkreis Borken) wurde aufgelöst und die Städte und Gemeinden dem neuen Kreis Borken zugeordnet.

## Kurzbeschreibung
| § 1 | Zusammenschluss der Gemeinden Groß Reken, Klein Reken und Hülsten zur neuen Gemeinde Reken |
| § 2 | Zusammenschluss der Stadt Borken und der Gemeinden Stadt Gemen, Kirchspiel Gemen, Weseke, Borkenwirthe, Grütlohn, Hoxfeld, Marbeck, Rhedebrügge und Westenborken zur neuen Stadt Borken, Auflösung der Ämter Gemen-Weseke und Marbeck-Raesfeld |
| § 3 | Zusammenschluss der Gemeinden Raesfeld und Homer zur neuen Gemeinde Raesfeld |
| § 4 | Bestätigung von Gebietsänderungsverträgen |
| § 5 | Zuordnung den neuen Gemeinden zum Amtsgericht Borken |
| § 6 | Inkrafttreten am 1. Juli 1969 |